# Władysław Oswald
Władysław Oswald (ur. 15 października 1867, zm. 25 czerwca 1943 w Sanoku) – polski urzędnik skarbowy, działacz społeczny.

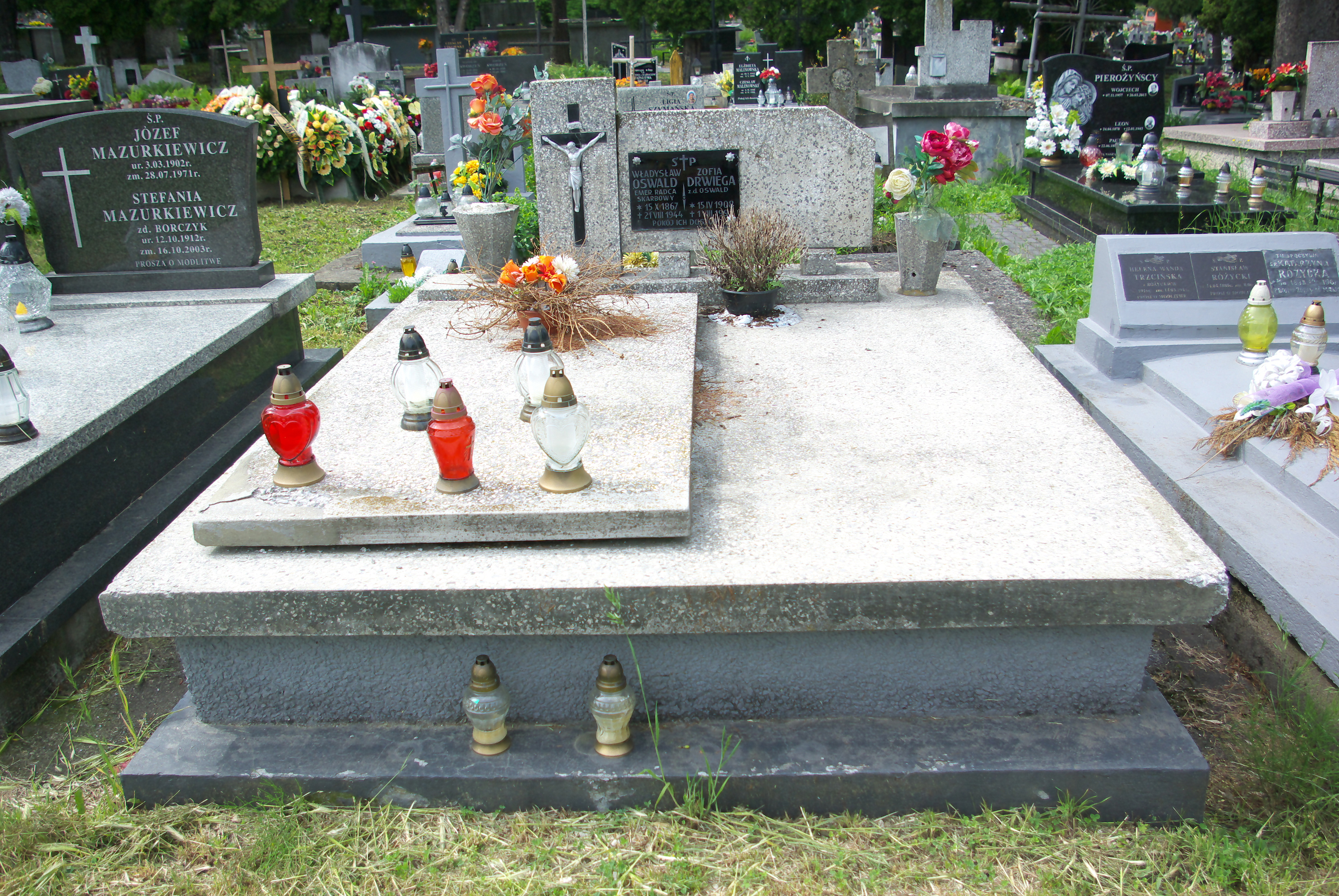
Nagrobek Władysława Oswalda

## Życiorys
Urodził się 15 października 1867. W okresie zaboru austriackiego w ramach autonomii galicyjskiej wstąpił do c. k. służby cywilnej 6 grudnia 1892. Od 20 sierpnia 1905 służył w randze nadstrażnika. W 1914 pracował w Drohobyczu. Później był emerytowanym radcą skarbowym.
Zasiadł w Radzie Opiekuńczej Katolickiego Związku Młodzieży Rękodzielniczej i Przemysłowej w Sanoku i był jego członkiem wspierającym.
Zmarł 25 czerwca 1943 w Sanoku. Został pochowany na cmentarzu przy ul. Jana Matejki w Sanoku.
Był żonaty z Katarzyną z domu Rak. Jego córką była Zofia, po mężu Drwięga (1908-1991).

## Odznaczenia
austro-węgierskie
- Medal Jubileuszowy Pamiątkowy dla Cywilnych Funkcjonariuszów Państwowych[1].
- Krzyż Jubileuszowy dla Cywilnych Funkcjonariuszów Państwowych[1].